# Vlado Bučkovski
Vlado Bučkovski (født 2. december 1962 i Skopje) er tidligere premierminister i Republikken Makedonien.
Fra 1987 til 1988 arbejdede han i den makedonske regering, og fra 1988 til 2002 arbejdede han som lærer og som assistent ved Det juridiske fakultetet i Skopje. I 2003 var han tilknyttet det samme fakultet som ekstern professor. Fra den 13. maj til den 26. november 2001 var han forsvarsminister. Den 1. november 2002 blev han medlem af den makedonske regering, hvor han beklædte posten som forsvarsminister. Den 15. september 2003 blev han chef for regeringens juridiske afdeling. Den 26. november valgtes han til leder af SDSM, og samme dag fik han mandat til at danne ny regering efter den afgående Hari Kostov. 